# Synesius van Cyrene
Synesius van Cyrene (Oudgrieks: Συνέσεῖος) (ca. 370 - 413) was een Grieks-Romeins filosoof, redenaar en bisschop.

## Jeugd (370-397)
Synesius lijkt te zijn geboren rond 370 als lid van een van de meest welvarende families van Cyrene. Dankzij zijn rijkdom was hij in staat te gaan studeren in Alexandrië, bij de filosofe Hypatia, die hem inwijdde in de Neoplatoonse filosofie.
Synesius bleef zijn leven lang bevriend met zijn meesteres, aan wie hij verschillende brieven schreef toen hij zich omstreeks 396 terugtrok op zijn landgoed. Hier studeerde hij naar eigen zeggen filosofie, wiskunde en astronomie, verbouwde het land, ging uit jagen en leverde af en toe strijd met Libische barbaren die vanuit de halfwoestijn de vruchtbare Cyrenaica binnenvielen. Hij verleende af en toe ook diensten als advocaat. Dit was het gewone leven van een Griekse of Romeinse grootgrondbezitter, die weliswaar profiteerde van het werk van zijn slaven en boeren, maar hen ook verdedigde tegen buitenlandse vijanden, en die een maatschappelijke verantwoordelijkheid voelde en nam.
Synesius publiceerde in deze jaren een essay "Over dromen", die hij beschouwt als een voor iedereen toegankelijke manier om in contact met het hogere te komen, zonder dat daarvoor dure offers hoeven worden gebracht of tempels bezocht. Zijn traktaat "Over het fokken van honden" is verloren, maar daar staat tegenover dat hij in een uitgebreide brief een bij vlagen hilarische beschrijving geeft van een schipbreuk.

## Gezantschap naar Arcadius (397-401)
In 397 bracht Synesius in Constantinopel een bezoek aan de Oost-Romeinse keizer Arcadius, aan wie hij een gouden kroon ten geschenke moest geven. Hij maakte van de gelegenheid gebruik een petitie aan te bieden waarin hij vroeg om lagere belastingen voor zijn geboortestad. Het duurde enige tijd, want juist in die tijd nam een groep Germaanse huurlingen, aangevoerd door Gainas, de macht in de hoofdstad tijdelijk over. Toen Synesius in 400 het vertrouwen van de keizer had, sprak hij duidelijk: zijn redevoering "Over de keizerlijke heerschappij" bevat weliswaar alle destijds normale clichés over zijn rol als filosofisch adviseur van de vorst, maar ook een reeks ongebruikelijk concrete aanbevelingen. De heerser moest strijd leveren tegen corruptie en zijn Germaanse huurlingen de laan uitsturen.
Toen hij zijn doelen had bereikt, keerde Synesius terug naar huis, maar bracht eerst een bezoek aan de filosofische scholen van Athene. Vergeleken met de school van Hypatia viel het hem tegen. Vrijwel zeker bezocht hij ook Eleusis, waar hij zich liet inwijden in de Mysteriën.
In de winter van 400/401 bereikte Synesius Alexandrië, waar hij in het huwelijk trad met een christelijke vrouw. De verbintenis werd ingezegend door de patriarch, Theophilus, die later nog een belangrijke rol in Synesius' leven zou spelen. Mogelijk heeft deze man Synesius ook gedoopt, hoewel deze mentaal nog enige jaren meer in de sfeer van het oude heidendom zou blijven.

## Oorlog (404-410)
Pas na enkele jaren keerde het echtpaar, met drie pasgeboren zonen, vanuit Alexandrië terug naar Cyrene. Daar was de relatie tussen de inwoners van het Romeinse Rijk enerzijds en de Libische stammen anderzijds drastisch verslechterd, en er waren onvoldoende troepen om het gebied te beveiligen. Synesius bouwde een klein leger op, dat hij zelf financierde en uitrustte.. Dat verhinderde niet dat rond 406 zijn landgoed werd overgenomen door de invallers, die het gebruikten als basis om de omgeving te verkennen en te verwoesten.
Synesius vestigde zich in Cyrene, waar hij een tweede huis lijkt te hebben bezeten. De vele brieven uit deze tijd bewijzen dat hij heen en weer geslingerd werd tussen twee verlangens: enerzijds een filosofisch verlangen naar rust en anderzijds een gevoel dat hij aan zijn stand verplicht was minder gelukkigen bij te staan. Een lange reeks aanbevelingsbrieven bewijst dat hij desnoods bereid was zijn netwerk, dat reikte tot de patriarch van Alexandrië en de hoogste hovelingen in Constantinopel, in te schakelen voor ontrechten. Hij meende dat hij door zijn filosofische scholing het recht had anderen van advies te dienen, met als meest opmerkelijke voorbeeld een brief waarin hij een moordenaar oproept naar de rechtbank te gaan en de doodstraf aan te nemen.
In deze jaren schreef hij een essay over Dio Chrysostomus, die door Synesius werd beschouwd als rolmodel. Ook schreef hij een traktaat over een astrolabe en een komische redevoering "Lof der kaalheid". Zijn belangrijkste tekst is echter "Het Egyptische Verhaal", of "De Voorzienigheid", waarin hij de aloude mythe van Osiris navertelt, en wel zó dat het duidelijk is dat het eigenlijk gaat over Synesius' wederwaardigheden tijdens zijn gezantschap naar Constantinopel.

## Spirituele crisis (410-411)
Eind 410 benaderde patriarch Theophilus Synesius om bisschop te worden in de belangrijke havenstad Ptolemais. Theophilus' motief is onbekend. Eén aanwijzing is echter dat de bisschop van Ptolemais niet zomaar een bisschop was, maar de rang had van metropoliet, wat wil zeggen dat Synesius aanwijzingen mocht geven aan andere bisschoppen. Hij lijkt dus te zijn benoemd als bestuurder en niet voor de zielszorg. Dat wil niet zeggen dat hij zich met die laatste taak niet zou bezighouden. In feite kon hij zijn filosofische adviespraktijk in andere vorm voortzetten.
Synesius aarzelde lang of hij Theophilus' uitnodiging moest aannemen, aangezien hij zich nooit uit overtuiging tot het Christendom had bekeerd. Na zeven maanden van spirituele crisis lijkt het argument dat de bewoners van de Cyrenaica in deze oorlogstijd recht hadden op fatsoenlijke leiders, de doorslag te hebben gegeven. Synesius richtte zich in een open brief tot de gelovigen van Ptolemais, en kondigde daarin aan dat hij bereid was de orthodoxe leer uit te dragen, mits niemand van hem zou verwachten dat hij zelf ook alles zou geloven. Ook kon er geen sprake van zijn dat hij zijn echtgenote zou verstoten. Dit werd geaccepteerd en in 411 werd Synesius door Theophilus tot bisschop van Cyrenaica gewijd.

## Bisschop (411-413)
Van Synesius' optreden als bisschop is men op de hoogte doordat twee of drie preken, enkele hymnen en een paar dozijn brieven zijn overgeleverd. Men zou er niet uit afleiden dat hij in zijn hart nog een heidense filosoof was: zijn preken bevatten bijvoorbeeld geen doctrinaire vergissingen.
Uit zijn brieven blijken zijn herderlijke zorgen. Iemand krijgt een oproep zijn leven te beteren; hij bemiddelt in een frontstad bij een bisschopskeuze en is omwille van de rust in de betreffende gemeenschap bereid in te gaan tegen de instructies van Theophilus; hij grijpt in als twee bisschoppen ruzie hebben over het bezit van een kerk. Elders schrijft hij over de laatste opleving van het Arianisme.
Een opvallende plaats is er voor het conflict met Andronicus, de militaire leider van de provincie. Hij had veel geld nodig om zijn troepen te financieren, en had nogal drastische manieren om het te bemachtigen. Veel rijke mensen werden zonder vorm van proces opgepakt en gemarteld, en pas vrijgelaten als ze al hun geld hadden afgestaan; Synesius' broer Euoptius nam zelfs de vlucht. Het conflict escaleerde toen een van de gemartelden asiel zocht in een kerk en Andronicus de ongelukkige eruit liet slepen. Synesius excommuniceerde de generaal, die hierop werd teruggeroepen om zich in Constantinopel te verantwoorden. Hij was echter niet de enige die werd teruggeroepen: zijn troepen vertrokken eveneens en Cyrenaica werd onder de voet gelopen.
In zijn persoonlijke leven kreeg Synesius nog een tegenslag te verwerken: zijn drie zonen stierven. Bovendien raakte hij het contact met Theophilus en Hypatia in Alexandrië kwijt. Dat de filosofe in 415 werd gelyncht door een christelijke menigte, lijkt Synesius niet meer te hebben vernomen en vormt een aanwijzing voor zijn sterfjaar. In zijn laatste werk, de "Katastasis" beschrijft hij de vernietiging van zijn provincie en schetst hij hoe zijn eigen dood zal zijn: neergeslagen terwijl hij zijn kerk verdedigt tegen de barbaren. Of dit werkelijk zo is gegaan, is onbekend; feit is dat de lange reeks brieven afbreekt in 413.

## Stijl
Synesius beheerst de dialecten waarin de Grieken van zijn tijd zich uitdrukten: Attisch in zijn brieven en essays, Dorisch in de hymnen waarin hij bijvoorbeeld de schoonheid van de Schepping bezingt. Anders dan zijn tijdgenoten ontbreekt elke zweem van pedantheid: hij citeert weleens een oudere auteur als Homerus, maar heeft er geen behoefte aan te koketteren met zijn belezenheid door obscure schrijvers aan te halen.

## Werken
1. Een redevoering Over de heerschappij (Engelse vertaling);
2. Een redevoering Dio, waarin Synesius uitlegt hoe filosofie niet zonder algemene ontwikkeling kan, en algemene ontwikkeling zonder filosofie zinloos is (Engelse vertaling);
3. Een pronkredevoering Lof der kaalheid (Engelse vertaling);
4. Een redevoering Tegen Andronicus (overgeleverd als Brief 57) (Engelse vertaling);
5. Een lofredevoering Constitutio (ter ere van generaal Anysius; Engelse vertaling);
6. Een essay Over dromen (Engelse vertaling);
7. Een essay Het Egyptische verhaal, of Over de Voorzienigheid: een sleutelroman over het gezantschap naar Constantinopel (Engelse vertaling);
8. Een essay Over een astrolabe (Engelse vertaling);
9. Een rouwklacht Catastasis over de ondergang van de Romeinse Cyrenaica (Engelse vertaling);
10. 159 brieven (Engelse vertaling);
11. Negen hymnen aan de Ene; (in het Nederlands vertaald door Piet Gerbrandy als Dans die het heelal omkranst.);
12. 2 preken (de tweede bestaat uit fragmenten van twee preken, zodat er in feite sprake is van drie preken).

## Voetnoten
1. ↑  Brief 4.
2. ↑  Brief 132
3. ↑  Verlangen naar rust: Brief 148; politiek optreden: Brief 95.
4. ↑  Brief 44)
5. ↑  De twee mannen kenden elkaar goed en omdat Synesius weleens in Alexandrië kwam, hoefden ze weinig brieven uit te wisselen.
6. ↑  Brief 105

- Bibsys: 90258643
- Biblioteca Nacional de España: XX958622
- Bibliothèque nationale de France: cb130916699 (data)
- Catàleg d'autoritats de noms i títols de Catalunya: 981058516656806706
- CiNii: DA01323311
- Gemeinsame Normdatei: 118642634
- International Standard Name Identifier: 0000 0001 2145 8721
- Library of Congress Control Number: n81055375
- Nationale Bibliotheek van Letland: 000047418
- MusicBrainz: 9e5f0a80-0c4b-4099-a33e-236e768958f0
- Nationale Bibliotheek van Tsjechië: jn19981002181
- Nationale bibliotheek van Australië: 35980032
- Nationale Bibliotheek van Israël: 987007294194105171
- Nationale Bibliotheek van Polen: a0000001197577
- Nationale en Universitaire bibliotheek Zagreb: 000442827
- Nederlandse Thesaurus van Auteursnamen: 069624526
- Réseau des bibliothèques de Suisse occidentale: 02-A000159389
- Istituto Centrale per il Catalogo Unico: CFIV086248
- LIBRIS: 95403
- SNAC: w6912g7n
- Système universitaire de documentation: 086263099
- Trove: 1172037
- Virtual International Authority File: 102323982
- WorldCat: E39PCjHkxF8mX8dXVTWGxXFf9C

## Roman
- Stefan Andres, Die versuchung des Synesios, 1971

## Online
- Synesius of Cyrene